# ACDSee
ACDSee is een sharewareprogramma voor het bekijken en organiseren en bewerken van afbeeldingen. De afbeeldingen kunnen in een HTML-fotoboek worden geplaatst, als diashow worden bekeken en op cd/dvd worden opgeslagen. Het programma biedt bewerkingsmogelijkheden, als vergroten/verkleinen, roteren en bijsnijden.
ACDSee is beschikbaar voor Windows en macOS en is ontwikkeld door ACD Systems. De huidige naam van het programma is ACDSee Pro Photo Manager.